# Atria
Atria (Alfa Trianguli Australis, α TrA) – najjaśniejsza gwiazda w gwiazdozbiorze Trójkąta Południowego, odległa od Słońca o około 391 lat świetlnych.

## Nazwa
Gwiazda nosi nazwę Atria, co jest jedynie skrótem jej oznaczenia Bayera, Alfa Trianguli Australis. Międzynarodowa Unia Astronomiczna w 2016 roku formalnie zatwierdziła użycie nazwy Atria dla określenia tej gwiazdy.

## Charakterystyka obserwacyjna
Jej obserwowana wielkość gwiazdowa to 1,91m, zaś wielkość absolutna jest równa −3,48m. Z Polski gwiazdy tej nie można obserwować, należy do obiektów widocznych przede wszystkim z półkuli południowej.

## Charakterystyka fizyczna
Atria to pomarańczowy olbrzym należący do typu widmowego K2. Jego temperatura jest równa około 4200 K. Masa gwiazdy jest siedmiokrotnie większa od masy Słońca, ma ona 130 razy większy promień i jest 4900 razy jaśniejsza od niego. Ma około 45 milionów lat, w przyszłości zakończy życie jako biały karzeł, odrzuciwszy wcześniej otoczkę.
Nie jest pewne, czy jest to gwiazda pojedyncza. Została sklasyfikowana jako gwiazda barowa, co wskazywałoby na istnienie towarzysza, który już przeistoczył się w białego karła, oddając Atrii część swojej materii. Takiego towarzysza jednak nie zaobserwowano. Jej aktywność w paśmie rentgenowskim – nietypowa jak na gwiazdę tego typu – sugeruje, że gwiazda ma mniejszą towarzyszkę odległą o 50 au, prawdopodobnie typu widmowego G.
Optyczna towarzyszka gwiazdy o wielkości 11,45m, oddalona o 62,9″, ma inny ruch własny i nie jest związana z nią grawitacyjnie.